# Craniophora luteipennis
Craniophora luteipennis är en fjärilsart som beskrevs av W. Warren 1913. Craniophora luteipennis ingår i släktet Craniophora och familjen nattflyn. Inga underarter finns listade i Catalogue of Life.